# German Otto Stehle
German Otto Stehle (* 22. November 1912 in Ludwigsburg; † 5. Juni 1987 in Bissingen) war ein deutscher Politiker (CDU).

## Leben und Beruf
Nach dem Schulbesuch absolvierte Stehle eine Mechanikerlehre, legte zunächst die Gesellenprüfung ab und bestand später die Prüfung als Mechanikermeister. Von 1938 bis 1957 arbeitete er, mit Unterbrechung durch Teilnahme am Zweiten Weltkrieg, in verschiedenen Betrieben der Industrie. Seit 1969 war er Mitarbeiter des Bundestagsabgeordneten Erwin Häussler. Darüber hinaus fungierte er seit 1968 als Landesvorsitzender des Christlichen Gewerkschaftsbundes (CGB) in Baden-Württemberg. 
Er erhielt das Bundesverdienstkreuz. Darüber hinaus schrieb er Bücher, z. B.: Eine Idee bricht sich Bahn – Investivlohn Beteiligungslohn Eigener Arbeitsplatz! aus dem Jahre 1972 und Beteiligung statt Sozialismus in Europa: „eigener Arbeitsplatz“ ; Vorschlag einer europäischen sozialen Marktwirtschaft auf breitem Fundament kapitalbeteiliger Arbeitnehmer.

## Partei
Stehle trat in die CDU ein und war in den 1960er-Jahren hauptamtlicher Sozialsekretär der Christdemokraten in Nordwürttemberg.

## Abgeordneter
Stehle gehörte dem Deutschen Bundestag für 15 Tage vom 7. September 1972, als er für die ausgeschiedene Abgeordnete Annemarie Griesinger nachrückte, bis zum Ende der Wahlperiode am 22. September 1972 an. Er war über die Landesliste Baden-Württemberg ins Parlament eingezogen.
| Personendaten    | Personendaten                  |
| ---------------- | ------------------------------ |
| NAME             | Stehle, German Otto            |
| KURZBESCHREIBUNG | deutscher Politiker (CDU), MdB |
| GEBURTSDATUM     | 22. November 1912              |
| GEBURTSORT       | Ludwigsburg                    |
| STERBEDATUM      | 5. Juni 1987                   |
| STERBEORT        | Bissingen                      |